# Laberint de pau

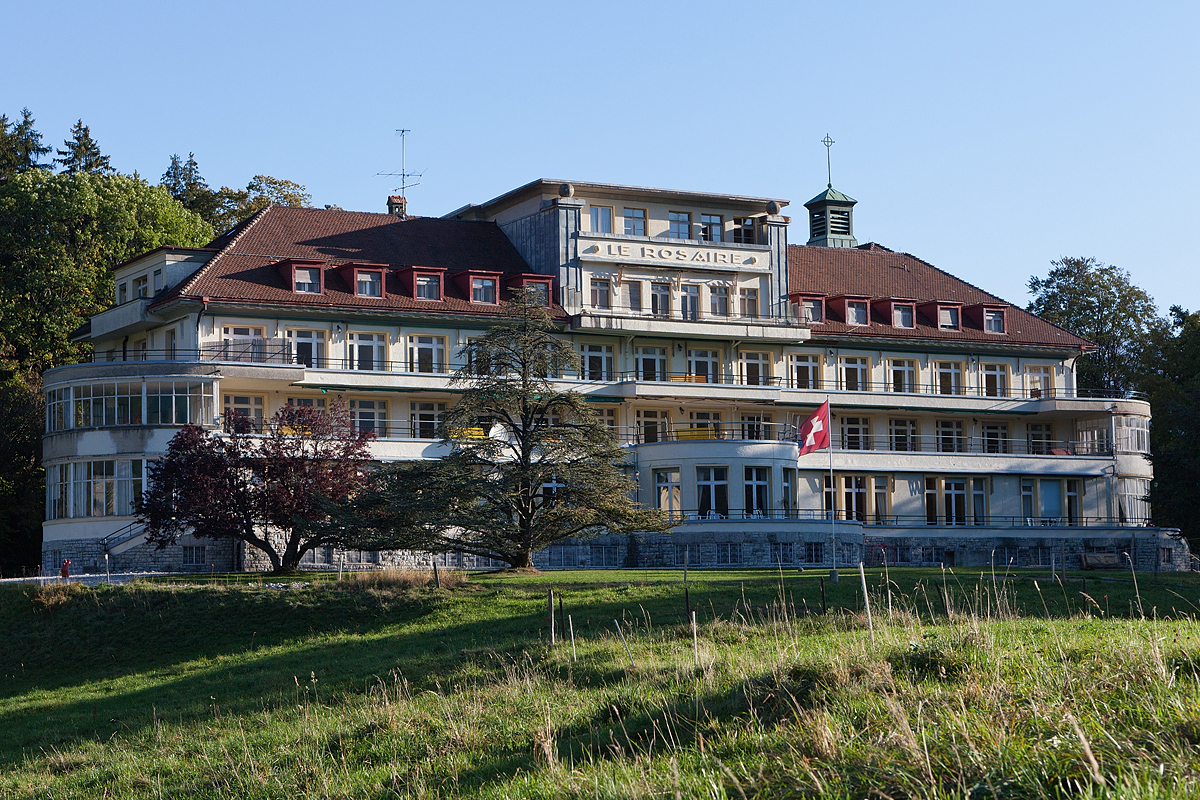
La casa de la Creu Roja a la sèrie.

Laberint de pau (títol original: Frieden) és una minisèrie suïssa en sis capítols creada el 2020 per Petra Volpe, emesa al canal suís SRF 1 el 2020 i després al canal francoalemany Arte el 2021. S'ha doblat al valencià per a À Punt i al català central per a TV3.

## Repartiment
- Annina Walt: Klara Tobler
- Max Hubacher: Johann Leutenegger
- Dimitri Stapfer: Egon Leutenegger
- Therese Affolter: Elsie Leutenegger
- Sylvie Rohrer: Lisbeth-Marie Tobler
- Urs Bosshardt: Alfred Tobler
- Stefan Kurt: Carl Frei
- Oscar Bingisser: Hans Obrecht